# マーシャーアッラー
マーシャーアッラーとは：

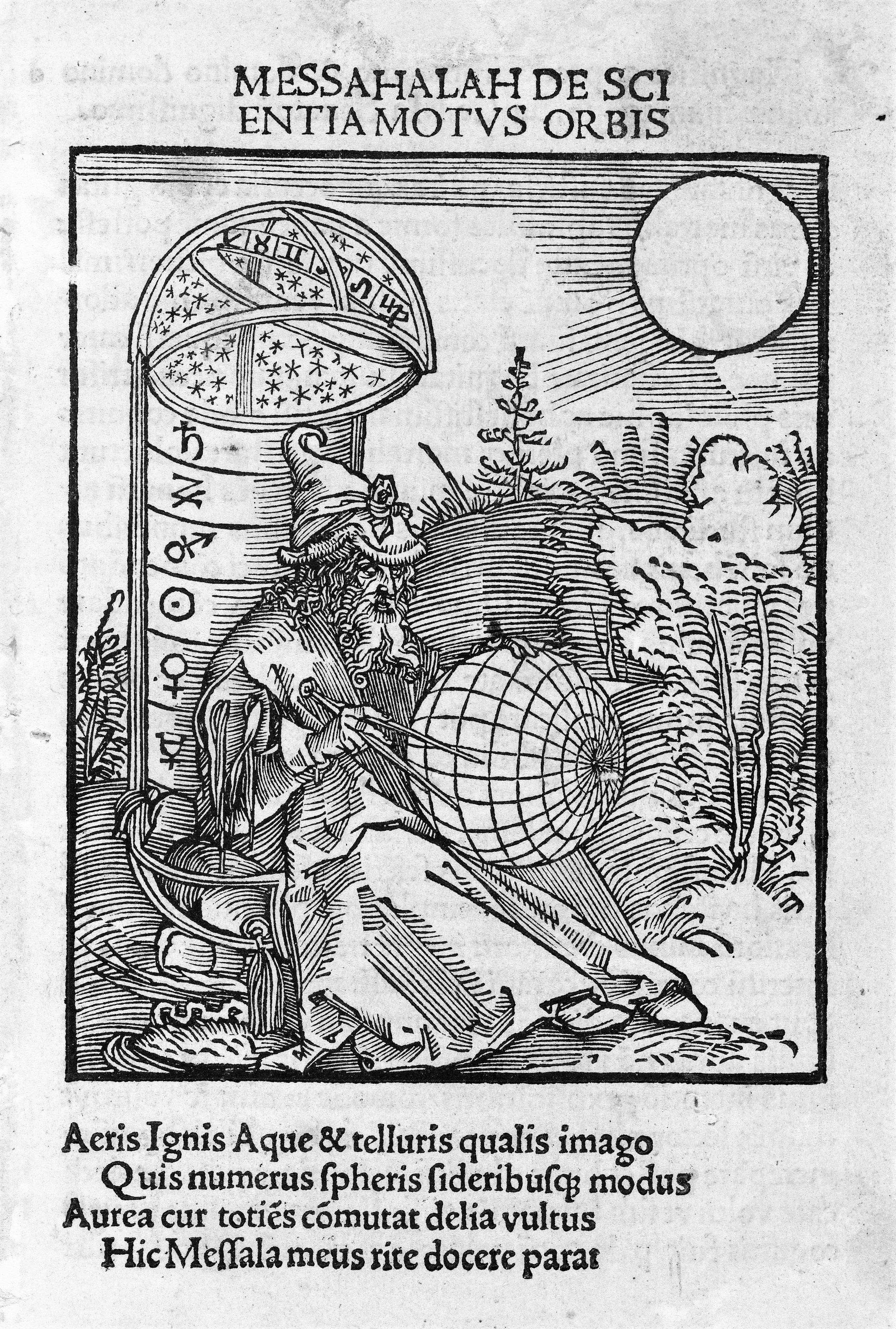
アルブレヒト・デューラーによる彫板画（『天体の運動の科学』（De scientia motus orbis (挿絵付ラテン語版, 1504)）の表紙ページより）。図像学的知見に基づくと、手に持っている作図用のコンパスは、世界を創造し設計した神に関連して、宗教としての科学を表す。

1. アラビア語で「神の心のままに」を意味する慣用句。
2. 8世紀西アジアの占星術師・天文学者。

本項では、後者について述べる。
マーシャーアッラー・イブン・アタリー（ما شاء الله اليهودي , Māšā'allāh Ibn-Aṯarī、740年頃 – 815年）は8世紀のペルシャで活躍したバスラ出身のユダヤ系の占星術者、天文学者、科学者である。イブン・ナディームの『目録の書（フィフリスト）』によると、マーシャーアッラーは「著名な人物であり、占星術に関しては当代随一であった」。占星術などに関する著書は12世紀に翻訳されヨーロッパにひろまった。ヨーロッパでは、マシャルラー、マーシャッラー、メッサハラ」などの名でも知られている。占星術によって歴史を解釈し、説明しようと試みたといわれている。宮廷占星術師カンカフと同時代の人である。

## 生涯と業績
イブン・ナディームは、マーシャーアッラーの本名はMāshā（ユダヤ人としては、Yithro (Jethro)という名前に相当する）であると述べている。ラテン語への翻訳者たちは、Messahalaと書いた。他にも、Messahalla, Messala, Macellama, Macelarma, Messahalahなど、多くのバリエーションがある。科学史家のドナルド・ヒルによると、マーシャーアッラーはホラーサーンの出身であるという。
まだ若いころに、アッバース朝第2代カリフ、マンスールが進めた762年の新首都バグダードの創建に参加する。カリフのために、ナウバフト・アフヴァージーが率いた占星術師の一団とともに、ホロスコープを用いて吉凶を占った。このとき、バグダード建設の鍬入れ式の日取りとして762年7月30日を採択した。
20冊を超える著作を残し、その大部分は占星術に関する。彼の著作はのちに中東世界において数世紀もの間、権威のあるものとなった。12世紀にヨーロッパ世界にホロスコープを用いた占いが伝えられた後は、ヨーロッパにおいてもやはり権威とされた。著作の中には、伝統的なホラリー占星術とはどのようなものと理解すべきかという内容のほか、顧客の意図を見抜くコツを図解をちりばめて説明するものもある。また、マーシャーアッラーの著作は、ヘルメス・トリスメギストスとドロテウスの強い影響を受けていることが知られている。著作のうち、原典のアラビア語で現存しているものは一冊だけであり、多くは中世ラテン語かビザンツ帝国で用いられたギリシャ語かヘブライ語の翻訳で残されている。論文「De mercibus (価格について)」は、（原典が）アラビア語で書かれた現存する最古の科学書である。
中世において、最も人気があった著作の一つが宇宙論に関する論文であった。その論文では、アリストテレスが示した宇宙観に沿って、宇宙全体にわたる包括的な解説が提示される。古代の宇宙論において重要だった論点の多くが網羅されており、そこでは、10個の天体を仮定した伝統的な宇宙観が脇へ追いやられている。マーシャーアッラーは、学者でない庶民向けにこの論文を書いており、そのため、理解を助けるための図解が多く含まれている。二種類の写本が現代に伝わっている。27章からなる短いバージョンは、De elementis motus orbis という名で知られ、40章からなる長いバージョンは、De scientia et orbibus という名で知られる。短い方のバージョンは、1504年にクレモナのジェラルドによってアラビア語からラテン語へ翻訳された。また、長い方のバージョンも1549年に翻訳された。後代の文献においては、しばしば、De orbe と短縮した形で言及される場合がある。
また、マーシャーアッラーは、アラビア語でアストロラーベについての論文を書いたはじめての人物でもある。その論文はのちに「アストロラーベの作成と使い方について（De Astrolabii Compositione et Ultilitate）」という題が付されてラテン語に翻訳された。また、グレゴール・ライシュによるMargarita Philosophicaにも収録された。この書物はフライブルクで1503に出版されたものであるが、Suter によると1583年のバーゼル版に収録されているという。論文の内容は、主にアストロラーベの作り方と使い方に関するものである。
『惑星の合、宗教、民族について』は、木星と土星の合がおきるときに、世界中で起きうる異変について考察した占星術の本である。今は失われており、わずかにキリスト教徒の占星術師イブン・ヒビンタの写本の中で引用されたものが伝わるのみである。その他の業績としては、革命について述べた Liber Messahallaede revoltione liber annorum mundi、月食について述べた De rebus eclipsium et de conjunctionibus planetarum in revolutionibus annorm mundi がある。また、人が生まれた時の天宮図について書かれた Kitab al-Mawalid という本はラテン語に訳されており、英語での抄訳もある。
12世紀の学者・占星術師のアブラハム・イブン・エズラは、マーシャーアッラーの占星術に関する論文をヘブライ語に訳した。2008年時点でマーシャーアッラー占星術に関する論文のラテン語訳のうち、11点が英訳されている。

## 哲学
マーシャーアッラーは、アリストテレスが論じた八大天体モデルや、8世紀の西アジア・地中海世界で一般的だった九大天体モデルではなく、十大天体からなる宇宙像を前提として仮定した。彼が示した宇宙のモデルでは、26個の円環が示され、これらにより7個の惑星の相対的な位置関係やその変動が説明される。十大天体のうち、最初の7つは（太陽系の）惑星であり、8個目の天体は固定された星々（恒星天）である。9番目と10番目の天体は、マーシャーアッラーが名付けたところによると、それぞれ「黄道十二宮の円環」と「偉大なる円環」である。この二つの円環には星がなく、日々動いている。偉大なる円環は天の赤道を通る平面上を円運動する一方で、黄道十二宮の円環はその平面に24°の傾きを持って円運動する。黄道十二宮の円環と恒星天は同一の軸で円運動するが、異なる動きをする。黄道十二宮の円環は毎日移動する。そのため、各星座は春分点に対する相対位置は変化しない。一方で恒星天は100年で1°動く。そのため、黄道十二宮の各星座は春分点に対して少しずつ動いていく。
そして、星々が黄道十二宮がそれぞれ象徴するサインに位置づけられており、夏や冬の到来や天候の変化、月の移り変わりといった基本的な自然現象が太陽の黄道十二宮のいずれかに移動した時に起きるのだと説く。このようにしてマーシャーアッラーは、黄道十二宮がそれぞれ象徴するサインのもっともらしさを示そうとした。
また、マーシャーアッラーは、土星と木星が重なる時（合 (天文)）には地球上で重大な出来事が起きるという説を唱えた。土星と木星の合は約20年に一回起きる。さらにこれが、同じ四大元素の属性の星座上（triplicity）で起きるのは約200年に一回である。この合が起きた時に、土星と木星が位置する星座が象徴する元素は、非常に重大な意味を持つ。